# Seleção Finlandesa de Voleibol Masculino
A seleção finlandesa de voleibol masculino é uma equipe europeia composta pelos melhores jogadores de voleibol da Finlândia. É regida pela Federação Finlandesa de Voleibol (Suomen Lentopalloliito R.Y.). Encontra-se na 27ª posição do ranking da FIVB segundo dados de 4 de janeiro de 2012.

## Resultados

### Campeonatos Mundiais
- 1952 - 11º lugar
- 1962 - 18° lugar
- 1966 - 18° lugar
- 1978 - 17° lugar
- 1982 - 17° lugar
- 2018 - 15° lugar

### Campeonato Europeu
- 2001 - não se qualificou
- 2003 - não se qualificou
- 2005 - não se qualificou
- 2007 - 4 º lugar

### Liga Europeia
- 2004 - 6 º lugar
- 2005 - 2 º lugar

### Liga Mundial
- 1993-5-12 º lugar
- 2006-10-12 º lugar
- 2007-7-8º Lugar
- 2008-10-12º lugar